# Harold Webster
Harold Webster (ur. 18 stycznia 1895 w Newhall w Anglii, zm. 10 listopada 1958 w Hamilton) – kanadyjski lekkoatleta, długodystansowiec, mistrz igrzysk Imperium Brytyjskiego, olimpijczyk.
Zakwalifikował się do startu w biegu na 10 000 metrów i maratonie na igrzyskach olimpijskich w 1928 w Amsterdamie, lecz w nich nie wystąpił. Zajął 10. miejsce w biegu na 6 mil na igrzyskach Imperium Brytyjskiego w 1930 w Hamilton.
Zwyciężył w maratonie na igrzyskach Imperium Brytyjskiego w 1934 w Londynie, wyprzedzając Szkotów Donalda Robertsona i Dunky’ego Wrighta. Nie ukończył maratonu na igrzyskach olimpijskich w 1936 w Berlinie, gdy ledwo uniknął potrącenia przez samochód.
Był mistrzem Kanady w biegu na 5 mil w 1927, 1929 i 1931 oraz w maratonie w 1936. Jego rekord życiowy w maratonie wynosił 2:37:46 (ustanowiony 19 września 1931 w Hamilton).
Zginął w 1958 w wypadku drogowym po potrąceniu przez samochód, gdy jechał na rowerze.